# Frigidarium

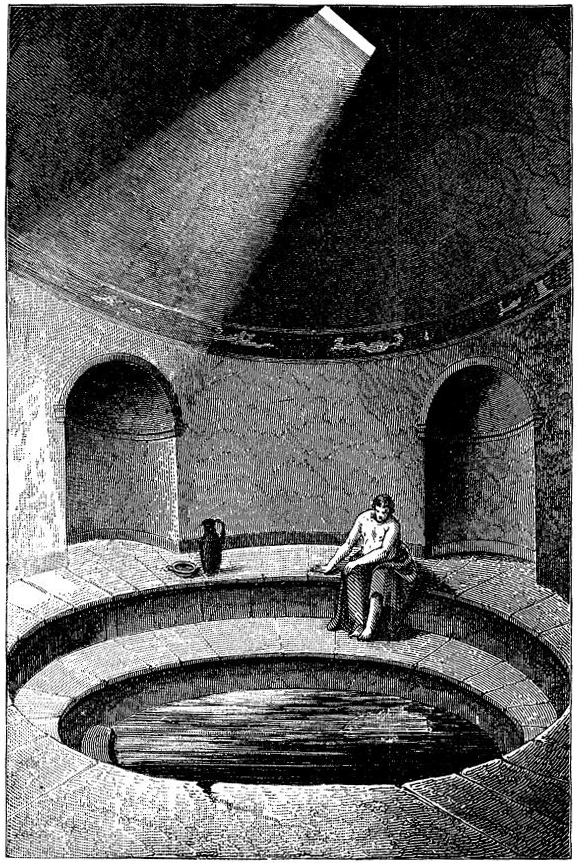
Het Frigidarium. Hier voorgesteld in Pompeï.

Een frigidarium (Latijn: frigidus = koud) is een koude (koele) ruimte in Romeinse thermen. Meestal met groot koud bad, dat genomen kon worden na een warm bad. De warmte van het caldarium, maar ook het tepidarium of sudatorium (laconicum), opent de poriën van de huid. Het koude water in het frigidarium sluit de poriën. De wisselwerking van deze baden traint de huid waardoor zij zacht en soepel wordt. Ook de doorbloeding van de huid wordt zo getraind.
Een koud bad meerdere keren achter elkaar afwisselen met een warm bad, wordt ook wel wisselbaden genoemd. Deze wisselingen in temperaturen vindt men tegenwoordig ook bij de sauna.